# Đội tuyển bóng đá nữ quốc gia Nga
Đội tuyển bóng đá nữ quốc gia Nga đã đại diện cho Nga trong giải bóng đá nữ quốc tế. Đội bóng được kiểm soát bởi Liên đoàn bóng đá Nga và liên kết với UEFA. Yuri Krasnozhan thay thế Elena Fomina làm huấn luyện viên của đội vào tháng 12 năm 2020.
Vào ngày 28 tháng 2 năm 2022, do cuộc xâm lược của Nga vào năm 2022 đối với Ukraine và theo khuyến nghị của Ủy ban Olympic Quốc tế (IOC), FIFA và UEFA đã đình chỉ sự tham dự của Nga, bao gồm cả giải UEFA nữ Euro 2022. Liên đoàn bóng đá Nga đã kháng cáo không thành công các lệnh cấm của FIFA và UEFA lên Tòa án Trọng tài Thể thao, nơi giữ nguyên lệnh cấm.

## Lịch sử

### Sự bắt đầu
Liên Xô (đã trở thành Cộng đồng các quốc gia độc lập trong chiến dịch) đã lọt vào vòng tứ kết Giải vô địch bóng đá nữ châu Âu năm 1993 với nỗ lực duy nhất của họ và Nga phải thi đấu hai năm sau đó, khi cả hai đội đều thua Đức ở hai lượt trận. Năm 1997, họ vượt qua vòng loại trực tiếp cho giải đấu cuối cùng nhưng một khi bị đánh bại bởi Thụy Điển, Pháp - những người họ đã đánh bại ở vòng sơ loại - và Tây Ban Nha. Tuy nhiên, họ nằm trong số sáu đội châu Âu đủ điều kiện tham dự Giải vô địch bóng đá nữ thế giới 1999, nhờ hai trận thắng play-off 2-1 trước Phần Lan, và chiến thắng trước Nhật Bản và Canada đã giúp họ vào tứ kết, nơi họ để thua đội Á quân với Trung Quốc.

### Sau khi chuyển giao thế kỷ 21
Họ bất bại trong trận chung kết châu lục năm 2001 nhưng chỉ giành được một điểm trước Anh ở vòng bảng. Vòng loại của Nga sau đó tiếp tục diễn ra ở World Cup 2003 và họ một lần nữa lọt vào tứ kết trước khi để thua 7–1 trước Đức. Điều đó dẫn đến sự suy giảm vận may khi Phần Lan báo thù cho trận đấu ngược năm 1999 bằng cách đánh bại Nga trong trận play-off tranh suất dự VCK EURO 2005 dành cho NỮ, trước khi Nga bất hạnh cầm hòa Đức ở vòng loại World Cup 2007.

### Hiện nay
Một thành viên trẻ của đội tuyển năm 2003, Elena Danilova, đã truyền cảm hứng cho chiến thắng trong Giải vô địch bóng đá nữ U-19 châu Âu 2005, danh hiệu đội tuyển quốc gia đầu tiên của họ sau Liên Xô ở mọi cấp độ. Mặc dù tiền đạo này gặp vấn đề về chấn thương, nhiều đồng nghiệp của cô đã tốt nghiệp ở đội hình cao cấp, với Nga cuối cùng đã lọt vào trận chung kết năm 2009 với thành công trong trận play-off sân khách với Scotland. Tại giải đấu cuối cùng, Nga đã bị cầm hòa trước Thụy Điển, Ý và Anh ở bảng C. Đội đã không thể vượt qua vòng bảng và xếp cuối cùng khi thua cả ba trận, ghi 2 và để thủng lưới 8.
Tại Vòng loại Giải vô địch bóng đá nữ thế giới 2011, Nga nằm ở bảng 6 với Thụy Sĩ, Cộng hòa Ireland, Israel và Kazakhstan, nơi Nga bị loại ở vòng bảng khi họ kết thúc giai đoạn sau Thụy Sĩ.
Vào ngày 13 tháng 4 năm 2021, Nga đánh bại Bồ Đào Nha với tỷ số 1–0 để đủ điều kiện tham dự VCK Euro 2022 dành cho nữ. Tuy nhiên, vào ngày 28 tháng 2 năm 2022, do Nga xâm lược Ukraine năm 2022 và theo khuyến nghị của Ủy ban Olympic quốc tế (IOC), FIFA và UEFA đã đình chỉ sự tham dự của Nga, bao gồm cả giải UEFA nữ Euro 2022. Liên đoàn bóng đá Nga kháng cáo không thành công các lệnh cấm của FIFA và UEFA lên Tòa án Trọng tài Thể thao, nơi giữ nguyên lệnh cấm.

## Lịch thi đấu và kết quả
Sau đây là danh sách kết quả các trận đấu trong 12 tháng qua, cũng như bất kỳ trận đấu nào đã được lên lịch trong tương lai.
Chú thích
      Thắng
      Hòa
      Thua
      Chưa thi đấu

### 2021
| 17 tháng 9 Vòng loại World Cup 2023 | Nga                            | 2–0      | Azerbaijan | Moscow                                                              |  |
| 18:00 (19:00 MST)                   | - Fedorova 42' - Korovkina 75' | Chi tiết |            | Sân vận động: Sportivnyy Gorodok Trọng tài: Viola Raudziņa (Latvia) |  |

| 21 tháng 9 Vòng loại World Cup 2023 | Nga                                                         | 5–0      | Montenegro | Moscow                                                            |  |
| 16:00 (17:00 MST)                   | - Korovkina 10' - Smirnova 54', 59', 88' - Belomyttseva 90' | Chi tiết |            | Sân vận động: Sportivnyy Gorodok Trọng tài: Ewa Augustyn (Ba Lan) |  |

| 21 tháng 10 Vòng loại World Cup 2023 | Nga                                               | 3–0      | Malta | Khimki                                                            |  |
|                                      | - Korovkina 45' - Mashkova 47' - Belomyttseva 88' | Chi tiết |       | Sân vận động: Arena Khimki Trọng tài: Miriama Matulova (Slovakia) |  |

| 26 tháng 10 Vòng loại World Cup 2023 | Bosna và Hercegovina | 0–4      | Nga                                                     | Zenica                                                                               |  |
|                                      |                      | Chi tiết | - Korovkina 36' - Kozhnikova 45+2', 85' - Abdullina 72' | Sân vận động: FF BH Football Training Centre Trọng tài: Cristina Trandafir (Romania) |  |

| 25 tháng 11 Vòng loại World Cup 2023 | Azerbaijan | 0–4      | Nga                                                                 | Baku                                                      |  |
|                                      |            | Chi tiết | - Fedorova 16' - Abdullina 28' - Andreeva 43' - Chernomyrdina 90+5' | Sân vận động: Dalga Arena Trọng tài: Alina Peşu (Romania) |  |

| 30 tháng 11 Vòng loại World Cup 2023 | Đan Mạch                                         | 3–1      | Nga             | Viborg                                                             |  |
|                                      | - Bruun 65' - Troelsgaard 76' (ph.đ.) - Gejl 84' | Chi tiết | - Korovkina 89' | Sân vận động: Sân vận động Viborg Trọng tài: Cheryl Foster (Wales) |  |

### 2022
| 16 tháng 2 Cúp nữ Pinatar 2022 | Hungary | 2–2 (0–3 p) | Nga | La Manga                                         |
|                                |         |             |     | Sân vận động: Sân vận động bóng đá La Manga Club |

| 19 tháng 2 Cúp nữ Pinatar 2022 | Cộng hòa Ireland | 0–1 | Nga           | La Manga                                         |  |
|                                |                  |     | - Lazareva 7' | Sân vận động: Sân vận động bóng đá La Manga Club |  |

| 22 tháng 2 Cúp nữ Pinatar 2022 | Bỉ | 0–0 (7–6 p) | Nga | San Pedro del Pinatar       |
|                                |    |             |     | Sân vận động: Pinatar Arena |

| 7 tháng 4 Vòng loại World Cup 2023 | Montenegro | Hủy bỏ   | Nga |  |
|                                    |            | Chi tiết |     |  |

| 12 tháng 4 Vòng loại World Cup 2023 | Malta | Hủy bỏ   | Nga |  |
|                                     |       | Chi tiết |     |  |

| 9 tháng 7 Vòng bảng UEFA Euro nữ 2022 | Nga | Hủy bỏ   | Thụy Sĩ | Leigh, Anh                                |  |
|                                       |     | Chi tiết |         | Sân vận động: Khu liên hợp Thể thao Leigh |  |

| 13 tháng 7 Vòng bảng UEFA Euro nữ 2022 | Hà Lan | Hủy bỏ   | Nga | Leigh, Anh                                |  |
|                                        |        | Chi tiết |     | Sân vận động: Khu liên hợp Thể thao Leigh |  |

| 17 tháng 7 Vòng bảng UEFA Euro nữ 2022 | Thụy Điển | Hủy bỏ   | Nga | Leigh, Anh                                |  |
|                                        |           | Chi tiết |     | Sân vận động: Khu liên hợp Thể thao Leigh |  |

| 2 tháng 9 Vòng loại World Cup 2023 | Nga | Hủy bỏ   | Bosna và Hercegovina | TBD |
|                                    |     | Chi tiết |                      |     |

| 6 tháng 9 Vòng loại World Cup 2023 | Nga | Hủy bỏ   | Đan Mạch | TBD |
|                                    |     | Chi tiết |          |     |

- Russia Results and Fixtures – SoccerWay.com

## Cầu thủ

### Đội hình hiện tại
- Cập nhật thống kê tính đến 23 tháng 8 năm 2022

| Số | VT | Cầu thủ                 | Ngày sinh (tuổi)  | Trận | Bàn | Câu lạc bộ       |
| -- | -- | ----------------------- | ----------------- | ---- | --- | ---------------- |
| 1  | TM | Tatiana Shcherbak       | 22 tháng 10, 1997 | 18   | 0   | Lokomotiv Moscow |
| 12 | TM | Elvira Todua            | 31 tháng 1, 1986  |      |     | CSKA Moscow      |
| 21 | TM | Yulia Grichenko         | 10 tháng 3, 1990  | 14   | 0   | Zenit            |
|    |    |                         |                   |      |     |                  |
| 2  | HV | Natalia Morozova        | 14 tháng 10, 1995 |      |     | Lokomotiv Moscow |
| 3  | HV | Yulia Bessolova         | 23 tháng 8, 1992  |      |     | Chertanovo       |
| 8  | HV | Alsu Abdullina          | 11 tháng 4, 2001  | 16   | 2   | Chelsea          |
| 11 | HV | Elina Samoilova         | 26 tháng 2, 1995  | 2    | 0   | Lokomotiv Moscow |
| 14 | HV | Kristina Mashkova       | 30 tháng 6, 1992  | 2    | 0   | Lokomotiv Moscow |
|    |    |                         |                   |      |     |                  |
| 4  | TV | Alena Ruzina            |                   |      |     | Lokomotiv Moscow |
| 5  | TV | Natalia Perepechina     | 3 tháng 2, 1990   |      |     | Ryazan           |
| 6  | TV | Alena Andreeva          | 21 tháng 11, 1997 |      |     | Chertanovo       |
| 7  | TV | Maria Galay             | 14 tháng 10, 1992 |      |     | Lokomotiv Moscow |
| 10 | TV | Nadezhda Smirnova       | 22 tháng 2, 1996  | 31   | 12  | CSKA Moscow      |
| 13 | TV | Vera Simanovskaya       |                   |      |     | Zenit            |
| 15 | TV | Tatyana Petrova         | 23 tháng 12, 2001 | 0    | 0   | CSKA Moscow      |
| 16 | TV | Yana Sheina             | 23 tháng 6, 2000  |      |     | Lokomotiv Moscow |
| 17 | TV | Marina Fedorova         | 10 tháng 5, 1997  | 28   | 7   | Lokomotiv Moscow |
| 19 | TV | Margarita Chernomyrdina | 6 tháng 3, 1996   | 28   | 5   | CSKA Moscow      |
| 22 | TV | Viktoriia Kozlova       |                   |      |     | Lokomotiv Moscow |
|    |    |                         |                   |      |     |                  |
| 9  | TĐ | Natalya Mashina         | 28 tháng 3, 1997  | 5    | 1   | Zenit            |
| 18 | TĐ | Ekaterina Pantyukhina   | 9 tháng 4, 1993   |      |     | Zenit            |
| 20 | TĐ | Nelli Korovkina         | 1 tháng 9, 1989   | 40   | 14  | Lokomotiv Moscow |
| 23 | TĐ | Lina Yakupova           | 6 tháng 9, 1990   | 6    | 0   | Zenit            |

## Thống kê các giải đấu

### Giải vô địch bóng đá nữ thế giới
| Giải vô địch bóng đá nữ thế giới | Giải vô địch bóng đá nữ thế giới | Giải vô địch bóng đá nữ thế giới | Giải vô địch bóng đá nữ thế giới | Giải vô địch bóng đá nữ thế giới | Giải vô địch bóng đá nữ thế giới | Giải vô địch bóng đá nữ thế giới | Giải vô địch bóng đá nữ thế giới | Giải vô địch bóng đá nữ thế giới |                                      | Vòng loại                            | Vòng loại                            | Vòng loại                            | Vòng loại                            | Vòng loại                            | Vòng loại                            | Vòng loại |
| Năm                              | Kết quả                          | ST                               | T                                | H*                               | B                                | BT                               | BB                               | HS                               | ST                                   | T                                    | H*                                   | B                                    | BT                                   | BB                                   | HS                                   |           |
| 1991                             | Không tham dự                    | Không tham dự                    | Không tham dự                    | Không tham dự                    | Không tham dự                    | Không tham dự                    | Không tham dự                    | Không tham dự                    | Giải vô địch bóng đá nữ châu Âu 1991 | Giải vô địch bóng đá nữ châu Âu 1991 | Giải vô địch bóng đá nữ châu Âu 1991 | Giải vô địch bóng đá nữ châu Âu 1991 | Giải vô địch bóng đá nữ châu Âu 1991 | Giải vô địch bóng đá nữ châu Âu 1991 | Giải vô địch bóng đá nữ châu Âu 1991 |           |
| 1995                             | Không vượt qua vòng loại         | Không vượt qua vòng loại         | Không vượt qua vòng loại         | Không vượt qua vòng loại         | Không vượt qua vòng loại         | Không vượt qua vòng loại         | Không vượt qua vòng loại         | Không vượt qua vòng loại         | Giải vô địch bóng đá nữ châu Âu 1995 | Giải vô địch bóng đá nữ châu Âu 1995 | Giải vô địch bóng đá nữ châu Âu 1995 | Giải vô địch bóng đá nữ châu Âu 1995 | Giải vô địch bóng đá nữ châu Âu 1995 | Giải vô địch bóng đá nữ châu Âu 1995 | Giải vô địch bóng đá nữ châu Âu 1995 |           |
| 1999                             | Tứ kết                           | 4                                | 2                                | 0                                | 2                                | 10                               | 5                                | +5                               | 8                                    | 6                                    | 0                                    | 2                                    | 19                                   | 11                                   | +8                                   |           |
| 2003                             | Tứ kết                           | 4                                | 2                                | 0                                | 2                                | 6                                | 9                                | −3                               | 6                                    | 3                                    | 2                                    | 1                                    | 10                                   | 6                                    | +4                                   |           |
| 2007                             | Không vượt qua vòng loại         | Không vượt qua vòng loại         | Không vượt qua vòng loại         | Không vượt qua vòng loại         | Không vượt qua vòng loại         | Không vượt qua vòng loại         | Không vượt qua vòng loại         | Không vượt qua vòng loại         | 8                                    | 6                                    | 0                                    | 2                                    | 24                                   | 9                                    | +15                                  |           |
| 2011                             | Không vượt qua vòng loại         | Không vượt qua vòng loại         | Không vượt qua vòng loại         | Không vượt qua vòng loại         | Không vượt qua vòng loại         | Không vượt qua vòng loại         | Không vượt qua vòng loại         | Không vượt qua vòng loại         | 8                                    | 6                                    | 1                                    | 1                                    | 30                                   | 6                                    | +24                                  |           |
| 2015                             | Không vượt qua vòng loại         | Không vượt qua vòng loại         | Không vượt qua vòng loại         | Không vượt qua vòng loại         | Không vượt qua vòng loại         | Không vượt qua vòng loại         | Không vượt qua vòng loại         | Không vượt qua vòng loại         | 10                                   | 7                                    | 1                                    | 2                                    | 19                                   | 18                                   | +1                                   |           |
| 2019                             | Không vượt qua vòng loại         | Không vượt qua vòng loại         | Không vượt qua vòng loại         | Không vượt qua vòng loại         | Không vượt qua vòng loại         | Không vượt qua vòng loại         | Không vượt qua vòng loại         | Không vượt qua vòng loại         | 8                                    | 4                                    | 1                                    | 3                                    | 16                                   | 13                                   | +3                                   |           |
| 2023                             | Bị FIFA cấm                      | Bị FIFA cấm                      | Bị FIFA cấm                      | Bị FIFA cấm                      | Bị FIFA cấm                      | Bị FIFA cấm                      | Bị FIFA cấm                      | Bị FIFA cấm                      | Bị cấm khi vòng loại                 | Bị cấm khi vòng loại                 | Bị cấm khi vòng loại                 | Bị cấm khi vòng loại                 | Bị cấm khi vòng loại                 | Bị cấm khi vòng loại                 | Bị cấm khi vòng loại                 |           |
| Tổng cộng                        | 2/9                              | 8                                | 4                                | 0                                | 4                                | 16                               | 14                               | +2                               | 48                                   | 32                                   | 5                                    | 11                                   | 118                                  | 63                                   | +55                                  |           |

- Tỷ số hòa bao gồm các trận đấu loại trực tiếp quyết định trên chấm phạt đền.

### Giải vô địch bóng đá nữ châu Âu
| Giải vô địch bóng đá nữ châu Âu | Giải vô địch bóng đá nữ châu Âu        | Giải vô địch bóng đá nữ châu Âu        | Giải vô địch bóng đá nữ châu Âu        | Giải vô địch bóng đá nữ châu Âu        | Giải vô địch bóng đá nữ châu Âu        | Giải vô địch bóng đá nữ châu Âu        | Giải vô địch bóng đá nữ châu Âu        |               | Vòng loại     | Vòng loại     | Vòng loại     | Vòng loại     | Vòng loại     | Vòng loại | Vòng loại |
| Năm                             | Kết quả                                | ST                                     | T                                      | H*                                     | B                                      | BT                                     | BB                                     | ST            | T             | H*            | B             | BT            | BB            |           |           |
| 1984 đến 1989                   | Không tham dự, là một phần của Liên Xô | Không tham dự, là một phần của Liên Xô | Không tham dự, là một phần của Liên Xô | Không tham dự, là một phần của Liên Xô | Không tham dự, là một phần của Liên Xô | Không tham dự, là một phần của Liên Xô | Không tham dự, là một phần của Liên Xô | Không tồn tại | Không tồn tại | Không tồn tại | Không tồn tại | Không tồn tại | Không tồn tại |           |           |
| 1991                            | Không tham dự                          | Không tham dự                          | Không tham dự                          | Không tham dự                          | Không tham dự                          | Không tham dự                          | Không tham dự                          | Không tham dự | Không tham dự | Không tham dự | Không tham dự | Không tham dự | Không tham dự |           |           |
| 1993                            | Không vượt qua vòng loại               | Không vượt qua vòng loại               | Không vượt qua vòng loại               | Không vượt qua vòng loại               | Không vượt qua vòng loại               | Không vượt qua vòng loại               | Không vượt qua vòng loại               | 6             | 3             | 2             | 1             | 7             | 9             |           |           |
| 1995                            | Không vượt qua vòng loại               | Không vượt qua vòng loại               | Không vượt qua vòng loại               | Không vượt qua vòng loại               | Không vượt qua vòng loại               | Không vượt qua vòng loại               | Không vượt qua vòng loại               | 8             | 4             | 2             | 2             | 9             | 9             |           |           |
| 1997                            | Vòng bảng                              | 3                                      | 0                                      | 0                                      | 3                                      | 2                                      | 6                                      | 6             | 3             | 2             | 1             | 10            | 3             |           |           |
| 2001                            | Vòng bảng                              | 3                                      | 0                                      | 1                                      | 2                                      | 1                                      | 7                                      | 6             | 6             | 0             | 0             | 19            | 4             |           |           |
| 2005                            | Không vượt qua vòng loại               | Không vượt qua vòng loại               | Không vượt qua vòng loại               | Không vượt qua vòng loại               | Không vượt qua vòng loại               | Không vượt qua vòng loại               | Không vượt qua vòng loại               | 10            | 5             | 2             | 3             | 23            | 12            |           |           |
| 2009                            | Vòng bảng                              | 3                                      | 0                                      | 0                                      | 3                                      | 2                                      | 8                                      | 10            | 7             | 1             | 2             | 29            | 11            |           |           |
| 2013                            | Vòng bảng                              | 3                                      | 0                                      | 2                                      | 1                                      | 3                                      | 5                                      | 12            | 8             | 2             | 2             | 34            | 7             |           |           |
| 2017                            | Vòng bảng                              | 3                                      | 1                                      | 0                                      | 2                                      | 2                                      | 5                                      | 8             | 4             | 2             | 2             | 14            | 9             |           |           |
| 2022                            | Bị cấm khi vượt qua vòng loại          | Bị cấm khi vượt qua vòng loại          | Bị cấm khi vượt qua vòng loại          | Bị cấm khi vượt qua vòng loại          | Bị cấm khi vượt qua vòng loại          | Bị cấm khi vượt qua vòng loại          | Bị cấm khi vượt qua vòng loại          | 12            | 9             | 1             | 2             | 24            | 6             |           |           |
| Tổng cộng                       | 6/13                                   | 15                                     | 1                                      | 3                                      | 11                                     | 10                                     | 31                                     | 78            | 49            | 14            | 15            | 169           | 70            |           |           |

- Tỷ số hòa bao gồm các trận đấu loại trực tiếp quyết định trên chấm phạt đền.

### Algarve Cup
| Năm       | Hạng          | Trận          | Thắng         | Hòa           | Thua          | Bàn thắng     | Bàn thua      |
| --------- | ------------- | ------------- | ------------- | ------------- | ------------- | ------------- | ------------- |
| 1994–1995 | Không tham dự | Không tham dự | Không tham dự | Không tham dự | Không tham dự | Không tham dự | Không tham dự |
| 1996      | Thứ 5         | 4             | 1             | 1             | 2             | 3             | 6             |
| 1997–2013 | Không tham dự | Không tham dự | Không tham dự | Không tham dự | Không tham dự | Không tham dự | Không tham dự |
| 2014      | Hạng 9        | 4             | 2             | 0             | 2             | 7             | 6             |
| 2015      | Không tham dự | Không tham dự | Không tham dự | Không tham dự | Không tham dự | Không tham dự | Không tham dự |
| 2016      | Hạng 6        | 4             | 1             | 1             | 2             | 1             | 8             |
| 2017      | Hạng 8        | 4             | 1             | 0             | 3             | 3             | 12            |
| 2018      | Hạng 12       | 4             | 0             | 0             | 4             | 2             | 9             |
| Tổng cộng | 5/25          | 20            | 5             | 2             | 13            | 16            | 41            |